# Brian Talbot
Brian Talbot, né le 21 juillet 1953 à Ipswich (Angleterre), est un footballeur anglais, qui évoluait au poste de milieu de terrain à Arsenal et en équipe d'Angleterre.
Talbot n'a marqué aucun but lors de ses six sélections avec l'équipe d'Angleterre entre 1977 et 1980.

## Carrière de joueur
- 1971-1979 : Ipswich Town
- 1971 : Blizzard de Toronto
- 1972 : Blizzard de Toronto
- 1979-1985 : Arsenal FC
- 1985-1986 : Watford FC
- 1986-1988 : Stoke City
- 1988-1990 : West Bromwich Albion
- 1990-1991 : Fulham FC
- 1991-1992 : Aldershot FC
- 1992-? : Sudbury Town

## Palmarès

### En équipe nationale
- 6 sélections et 0 but avec l'équipe d'Angleterre entre 1977 et 1980.

### Avec Ipswich Town
- Vainqueur de la Coupe d'Angleterre de football en 1978.

### Avec Arsenal
- Vainqueur de la Coupe d'Angleterre de football en 1979.
- Finaliste de la Coupe d'Angleterre de football en 1980.
- Finaliste de la Coupe d'Europe des vainqueurs de coupe de football en 1980.

## Carrière d'entraîneur
- 1988-1990 : West Bromwich Albion
- 1991-1992 : Aldershot FC
- 1993-1996 : Hibernians FC
- 1997-2004 : Rushden & Diamonds
- 2004-2005 : Oldham Athletic
- 2005-2006 : Oxford United
- 2006-2008 : Marsaxlokk FC
- 2008- : Marsaxlokk FC  (directeur technique)

## Palmarès

### Avec Paola Hibernians
- Vainqueur du Championnat de Malte de football en 1993 et 1994.

### Avec Rushden & Diamonds
- Vainqueur du Championnat d'Angleterre de football D3 en 2003.
- Vainqueur du Championnat d'Angleterre de football D5 en 2001.

### Avec Marsaxlokk
- Vainqueur du Championnat de Malte de football en 2007.